# Henri de Baradat
Henri de Baradat, abbé de Clermont, religieux français, né vers 1598, mort le 25 août 1660. Il condamna les thèses jansénistes et fut Évêque-Comte de Noyon.

## Biographie
Il était fils de Guillaume de Baradat, baron de Thou, seigneur de Damery, et de Suzanne de Romain. Après avoir fait ses humanités à La Flèche et sa théologie à Paris, il obtint en commende le prieuré des Essarts, la prévôté de Favières, puis un canonicat à Notre-Dame-de-Paris. Il vint peu à son abbaye de Clermont. 
Mais, nommé évêque de Noyon et pair de France (1625), il reçoit ses bulles de confirmation le 30 mars 1626 et est  consacré en août par l'archevêque de Paris dans l'église des Frères prêcheurs de la rue Saint-Honoré. Le 7 juin 1733 il préside à la vérification des reliques déposées à l'église abbatiale de l'abbaye Sainte-Élisabeth de Genlis et donne sa permission de les exposer à la vénération des fidèles.
Il assiste à l'Assemblée du clergé de 1645 et au sacre de Louis XIV en 1654. Il réside dans son diocèse qu'il administre avec soin jusqu'à sa mort, arrivée le 25 août 1660. Il fut inhumé dans sa cathédrale . 
Jacques Le Vasseur, chanoine de Noyon, lui a dédié en 1633 son Histoire des évêques de Noyon.
Louis de Baradat succède en 1661, dans la dignité d'abbé de Clermont à son oncle.

## Publications
- Le Vray thresor du chrestien. Ou Instruction familiere de catechisme, dressé en faveur de la jeunesse, qui desire de s'avancer en la cognoissance de Dieu. A Saint-Quentin. Par Claude Le Queux imprimeur & libraire. 1648. [10]-204 p. ; in-8 ;
- Censure du livre de Jansenius faite par Monsieur l'évêque de Noyon (18 décembre 1650) avec le Décret, contre la doctrine du dit Jansenius, de la Congrégation de l'Ordre des Prémontrés (27 avril 1651), in-4 ̊.
- Ordonnance contre le duel (1654)

## Source partielle
- « Henri de Baradat », dans Alphonse-Victor Angot et Ferdinand Gaugain, Dictionnaire historique, topographique et biographique de la Mayenne, Laval, A. Goupil, 1900-1910 [détail des éditions] (BNF 34106789, présentation en ligne)
- Louis Marie Henri Guiller, Recherches sur Changé-les-Laval, tome 2, - .